# Droga krajowa N20 (Ukraina)
Droga krajowa N20 (ukr. Автошлях Н 20) – droga krajowa na Ukrainie. Rozpoczyna się w Słowiańsku, następnie biegnie na południe przez Kramatorsk, Drużkiwkę, Konstantynówkę, Makiejewkę i kończy się w Mariupolu. Droga ma 190,6 km i przechodzi przez obwód doniecki.